# Iglesia de San Miguel (Berganzo)
La iglesia de San Miguel es un edificio situado en el concejo de Berganzo, perteneciente al municipio español de Zambrana.

## Descripción
El edificio se encuentra en el concejo alavés de Berganzo, perteneciente al municipio español de Zambrana. Está protegido bajo la categoría de «zona de presunción arqueológica». Se menciona como iglesia parroquial del lugar en el Diccionario geográfico-estadístico-histórico de España y sus posesiones de Ultramar de Pascual Madoz, donde se dice que hacia mediados del siglo XIX estaba «servida por 2 beneficiados perpétuos con título de curas». Décadas después, ya en el siglo XX, Vicente Vera y López vuelve a reseñarla en el tomo de la Geografía general del País Vasco-Navarro dedicado a Álava con las siguientes palabras: «Su iglesia, dedicada á San Miguel, es de categoría de entrada y pertenece al arciprestazgo de La Bastida».
Los registros sacramentales de bautismos, matrimonios y decesos generados por la parroquia de San Miguel desde el siglo XV hasta el final del XIX se conservan con los del resto de iglesias de la provincia en el Archivo Histórico Diocesano de Vitoria, donde pueden consultarse.